# Parc des sports de Treichville
Pour les articles homonymes, voir Parc des Sports.
 (avril 2025).
Si vous disposez d'ouvrages ou d'articles de référence ou si vous connaissez des sites web de qualité traitant du thème abordé ici, merci de compléter l'article en donnant les références utiles à sa vérifiabilité et en les liant à la section « Notes et références ».
Le parc des sports de Treichville à ne pas confondre avec le Palais des Sports de Treichville est un stade de football et rugby situé à Treichville, à Abidjan en Côte d'Ivoire.

## Histoire
En 2004, Dj Arafat réalise le tournage du clip « Hommage à Johnathan » dans cette enceinte. En 2007, Tiken Jah Fakoly donne un concert et mobilise près de 6 000 personnes dans le stade.
En 2007, cette enceinte de 4 000 places, se dote d'une nouvelle pelouse synthétique aux normes de la FIFA en ce qui concerne les Stades et en 2008, une rénovation en vue d'étendre à 8 000 places sa capacité est réalisée afin d'accueillir le Championnat d'Afrique des nations 2009.